# Kienberg (Rennertshofen)
Kienberg ist ein Ortsteil des Marktes Rennertshofen im Landkreis Neuburg-Schrobenhausen im Regierungsbezirk Oberbayern. Er gehört zur Gemarkung Trugenhofen.

## Lage
Das Kirchdorf liegt in der hügeligen Landschaft der Monheimer Alb nordwestlich von Trugenhofen, südlich von Ammerfeld und östlich des Marxheimer Ortsteils Burgmannshofen. In Ammerfeld zweigt von der Staatsstraße St 2214 eine Ortsverbindungsstraße nach Süden ab, die nach Kienberg führt und weiter steil ins Tal der Ussel nach Trugenhofen hinabführt und im Osten des Ortes in die Kreisstraße ND 20 mündet, die nach der nahen Landkreisgrenze im Westen in die Kreisstraße DON 24 übergeht. Von Kienberg führt außerdem eine Ortsverbindungsstraße nach Burgmannshofen.

## Geschichte

### Mittelalter und Frühe Neuzeit
Im Alten Reich gehörte Kienberg zur Grafschaft Lechsgemünd-Graisbach, war also mit Gericht und Grundbarkeit diesen Grafen, später den herzoglich-bayerischen und pfalz-neuburgischen adeligen Lehenträgern in Trugenhofen zugeordnet.
1481 erhielt der Pfarrer von Trugenhofen durch Vergleich mit Ruland von Trugenhofen den Zehent von Kienberg. Später wurde Kienberg mit Trugenhofen Teil der Hofmark Trugenhofen, die nacheinander verschiedenen Besitzerfamilien gehörte, zuletzt ab 1802 den Grafen Du Moulin-Eckart zu Bertoldsheim.

### Neuzeit

#### Patrimonialgericht
Als 1818/20 Patrimonialgerichte gebildet wurden, kamen die 18 Familien Kienbergs zum Patrimonialgericht II. Klasse Bertoldsheim, das im Besitz des Hofmarkherren Wilhelm Karl Joseph Adam Graf von Eckart genannt Eckert auf Moerlach war. Diese standesherrliche niedere Gerichtsbarkeit hob Bayern 1848 wieder auf.

#### Gemeindezugehörigkeit
Im neuen Königreich Bayern (1806) wurde Kienberg 1808/11 bei der Bildung der Steuerdistrikte dem Steuerdistrikt Gansheim im Landgericht und Rentamt Graisbach-Monheim zugeordnet. Mit dem zweiten Gemeindeedikt von 1818 wurde die Ruralgemeinde Trugenhofen gebildet, der auch Kienberg zugeteilt wurde. Mit der Trennung von Justiz (weiterhin Landgericht Monheim) und Verwaltung wurde Trugenhofen mit Kienberg dem Bezirksamt Donauwörth zugewiesen. Am 1. Januar 1880 kam die Gemeinde mit sechs weiteren Kommunen zum schwäbischen Bezirksamt Neuburg an der Donau (beziehungsweise später Landkreis Neuburg an der Donau); seit dem 1. Oktober 1879 war bereits das Amtsgericht Neuburg an der Donau zuständig geworden. Im Zuge der Gebietsreform in Bayern am 1. Juli 1972 kam die Gemeinde zum vergrößerten jetzt oberbayerischen Landkreis Neuburg an der Donau, der am 1. Mai 1973 den Namen Landkreis Neuburg-Schrobenhausen erhielt. Die bis Ende 1977 selbständige Gemeinde Trugenhofen mit ihren Ortsteilen Kienberg, Dünsberg und Störzelmühle wurde am 1. Januar 1978 in den Markt Rennertshofen des Landkreises Neuburg-Schrobenhausen eingemeindet. Seitdem ist Kienberg einer von den 28 amtlich benannten Ortsteilen Rennertshofens.

#### Cholera-Epidemie mit 24 Toten
Im Herbst 1854 litt der Ort unter einer Cholera-Epidemie bei der 39 Personen erkrankten; im Zeitraum vom 11. bis 30. Oktober starben 24 der damals 93 Bewohner. Die Toten wurden in Trugenhofen bestattet.

#### Windkraftanlage

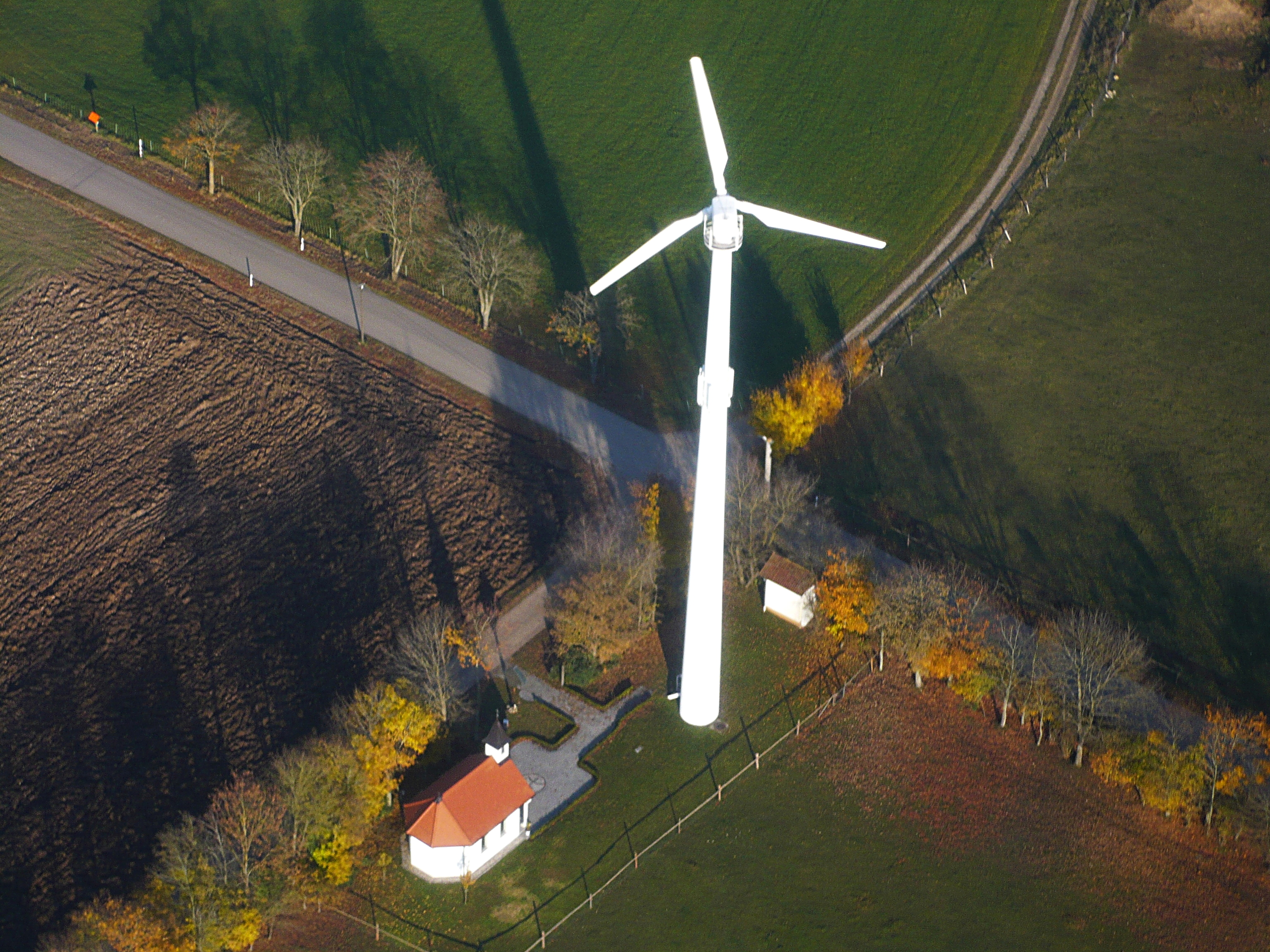
Luftaufnahme der Windkraftanlage Kienberg

Das südlich des Ortes stehende Windrad wurde im Rahmen eines öffentlich geförderten Demonstrationsvorhabens Windenergie Binnenenergie 1993 aufgestellt und erzeugt circa 100.000 kWh pro Jahr.

#### Einwohnerzahlen
- 1575: 70 Einwohner[11]
- 1840: 94 Einwohner, 15 Häuser[12]
- 1864: 74 Einwohner, 19 Häuser (nur Kleinbesitz)[13]
- 1867: 82 Einwohner, 30 Gebäude, 1 Kirche[14]
- 1961: 61 Einwohner, 48 Wohngebäude[15]
- 2008: 79 Einwohner[16]
- 2012: 84 Einwohner[17]
- 2015: 84 Einwohner
- 2021: 91 Einwohner (davon 88 mit Hauptwohnsitz)[18]

## Wallfahrtskirche St. Leonhard

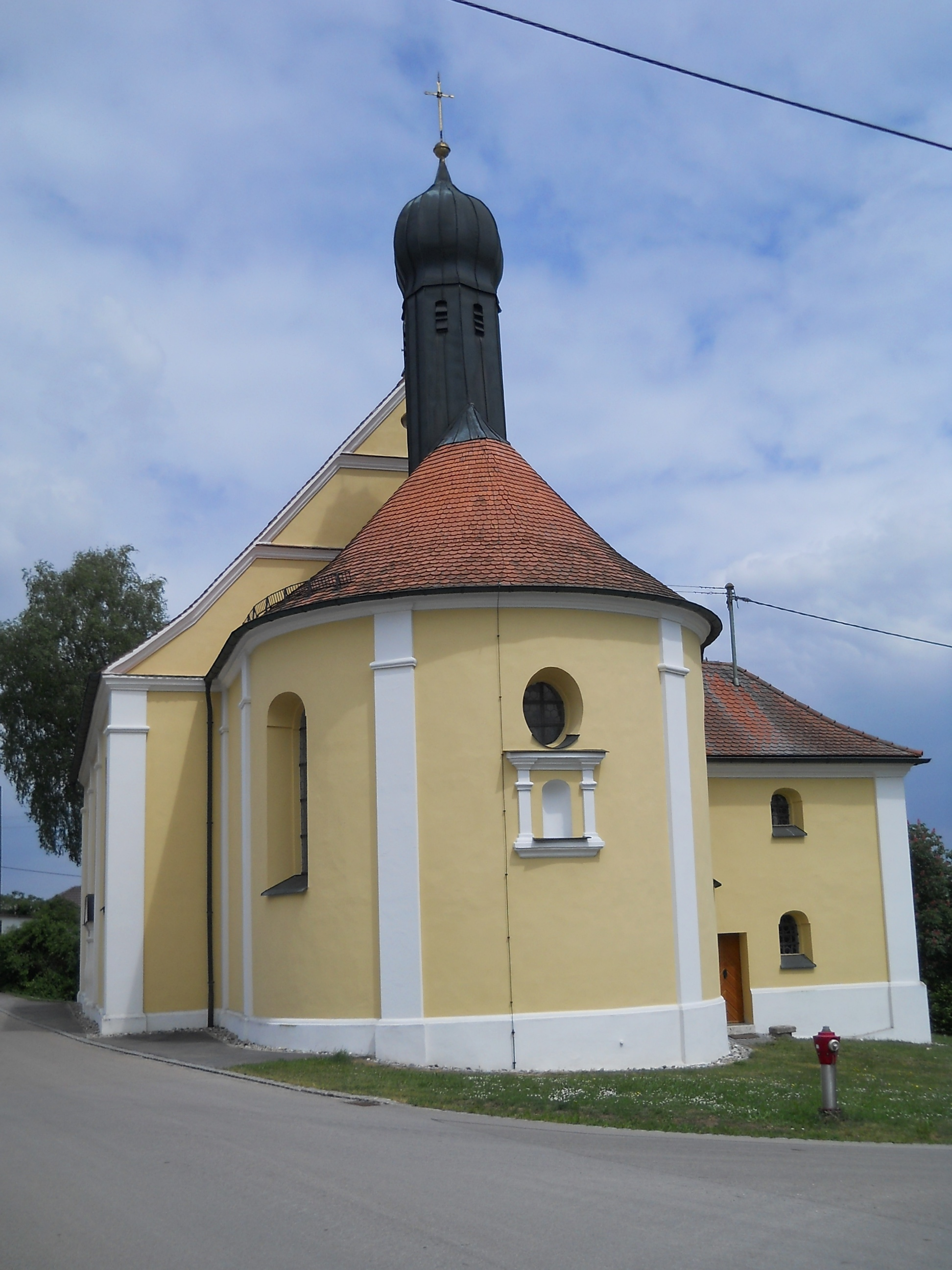
Die Wallfahrtskirche St. Leonhard

Die Wallfahrt St. Leonhard ist um 1670 entstanden, als eine aus einem Weidenbaum geschnitzte Leonhardsfigur in einem Bildstock aufgestellt wurde. 1680 wurde eine Kapelle errichtet, die 1705 restauriert wurde. 1717 erbaute man die jetzige Kirche. Der zum Verhältnis der Kirche kleine Turm mit Zwiebelhaube wurde 1750 als Dachreiter auf dem Chor errichtet und birgt zwei Glocken. Seit 1989 findet ein Leonhardiritt mit Pferdesegnung statt.